# Fort Ripley
Fort Ripley és una població dels Estats Units a l'estat de Minnesota. Segons el cens del 2000 tenia 74 habitants.

## Demografia
Segons el cens del 2000, Fort Ripley tenia 74 habitants, 34 habitatges, i 24 famílies. La densitat de població era de 21,5 habitants per km².
Dels 34 habitatges en un 11,8% hi vivien nens de menys de 18 anys, en un 61,8% hi vivien parelles casades, en un 2,9% dones solteres, i en un 29,4% no eren unitats familiars. En el 23,5% dels habitatges hi vivien persones soles el 5,9% de les quals corresponia a persones de 65 anys o més que vivien soles. El nombre mitjà de persones vivint en cada habitatge era de 2,18 i el nombre mitjà de persones que vivien en cada família era de 2,46.
Per edats la població es repartia de la següent manera: un 9,5% tenia menys de 18 anys, un 8,1% entre 18 i 24, un 25,7% entre 25 i 44, un 44,6% de 45 a 60 i un 12,2% 65 anys o més.
L'edat mediana era de 48 anys. Per cada 100 dones de 18 o més anys hi havia 123,3 homes.
La renda mediana per habitatge era de 37.250 $ i la renda mediana per família de 40.750 $. Els homes tenien una renda mediana de 33.542 $ mentre que les dones 26.250 $. La renda per capita de la població era de 18.559 $. Entorn de l'11,1% de les famílies i el 6,8% de la població estaven per davall del llindar de pobresa.

## Poblacions més properes
El següent diagrama mostra les poblacions més properes.